# Asian Youth Orchestra
Das Asian Youth Orchestra (AYO) wurde 1987 von Yehudi Menuhin und Richard Pontzious in Hongkong gegründet und ist ein Orchester für junge asiatische Musiker, die am Anfang ihrer Karriere stehen. Unter der Leitung Menuhins gab es im August 1990 sein erstes öffentliches Konzert. Ehrendirigent des Klangkörpers ist der verstorbene Sergiu Comissiona.

## Mitglieder
Das Orchester setzt sich aus zirka 110 Talenten zwischen 17 und 27 Jahren aus China, Taiwan, Hongkong, Indonesien, Japan, Korea, Malaysia, den Philippinen, Singapur, Thailand und Vietnam zusammen, die jährlich ausgewählt werden, um ihr musikalisches Können zu vervollkommnen. Im Sommer jeden Jahres werden die Aspiranten für sechs Wochen nach Hongkong eingeladen um Kompositionen einzuüben, die sie die verbleibenden drei Wochen mit Dirigenten und Solisten auf Tourneen zur Darbietung bringen.

## Bekannte Solisten und Dirigenten
Solisten, die mit dem temporären Orchester Gastspiele gaben oder mit ihm auf Tournee gingen, waren die Cellisten Yo-Yo Ma, Mischa Maisky, Jian Wang und Alisa Weilerstein, die Geiger Gidon Kremer, Gil Shaham, Elmar Oliveira, Young Uck Kim, Suwanai Akiko und Cho-Liang Lin, die Sopranistin Elly Ameling, die Pianisten Alicia de Larrocha, Cecile Licad, Leon Fleisher, das Beaux Arts Trio und der Trompeter Håkan Hardenberger. Berühmte Dirigenten waren Sergiu Comissiona, Alexander Schneider, Tan Dun, Okko Kamu, Eri Klas, James Judd, der gegenwärtige Chefdirigent Joseph Bastian und die Gründer des Orchesters Yehudi Menuhin und Richard Pontzious. Zum Board of Directors zählt derzeit u. a. Yat Siu.

## Geschichte
Eine Gruppe Hongkonger Unternehmer und Geschäftsleute gründeten 1987 eine Non-Profit-Gesellschaft, der das Ziel der Etablierung des Asian Youth Orchestra unter Inanspruchnahme des Hongkonger Gesetzes Tax exemption under section 88 of the Inland Revenue Ordinance zugrunde lag.
In der Historie des AYOs ragen besonders die Erstaufführungen von Tan Duns Symphonie Heaven Earth Mankind mit dem Cellisten Yo-Yo Ma in der Großen Halle des Volkes in Peking, der New Yorks Avery Fisher Hall, Californias Hollywood Bowl, Amsterdams Concertgebouw, dem Schauspielhaus Berlin, dem Wiener Konzerthaus und dem Sydney Opera House 1997 heraus. Das Orchester gab ebenfalls Gastspiele im Weißen Haus und bei den Vereinten Nationen.